# AEGON Classic
AEGON Classic är en tennisturnering för damer som spelas årligen i Edgbaston, Birmingham, Storbritannien. Den ingår i kategorin Tier III på WTA-touren och spelas utomhus på gräs. Turneringen räknas som en uppvärmningsturnering inför Wimbledonmästerskapen och spelas samtidigt som herrarnas Queen's Club Championships.
Pam Shriver innehar rekordet över flest vunna singeltitlar, fyra stycken.

## Resultat

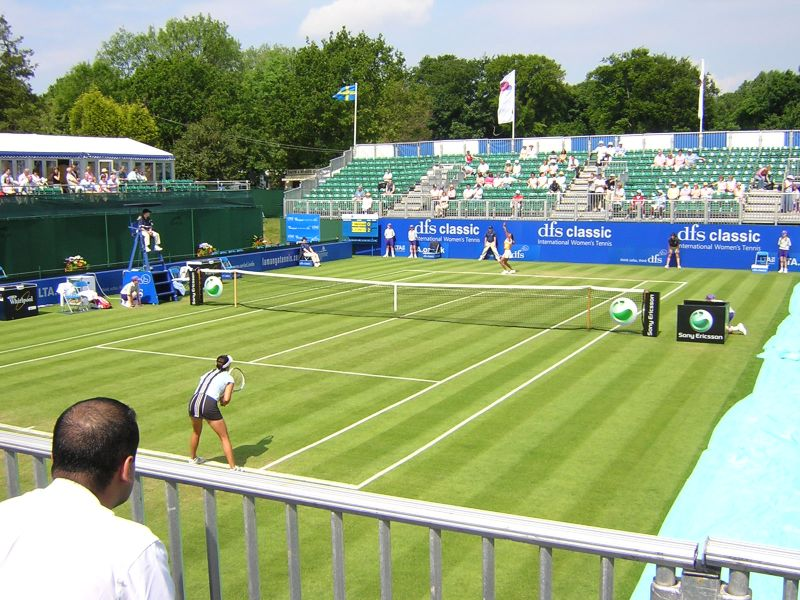
DFS Classic 2005.

### Singel
| År   | Namn på turneringen  | Mästare                                         | Finalist                                        | Resultat                                        |
| ---- | -------------------- | ----------------------------------------------- | ----------------------------------------------- | ----------------------------------------------- |
| 2010 | AEGON Classic        | Li Na                                           | Maria Sharapova                                 | 7–5, 6–1                                        |
| 2009 | AEGON Classic        | Magdaléna Rybáriková                            | Li Na                                           | 6–0, 7–6(2)                                     |
| 2008 | DFS Classic          | Kateryna Bondarenko                             | Yanina Wickmayer                                | 7-6(7), 3-6, 7-6(4)                             |
| 2007 | DFS Classic          | Jelena Janković                                 | Maria Sjarapova                                 | 4-6, 6-3, 7-5                                   |
| 2006 | DFS Classic          | Vera Zvonareva                                  | Jamea Jackson                                   | 7-6(12), 7-6(5)                                 |
| 2005 | DFS Classic          | Maria Sjarapova                                 | Jelena Janković                                 | 6-2, 4-6, 6-1                                   |
| 2004 | DFS Classic          | Maria Sjarapova                                 | Tatiana Golovin                                 | 4-6, 6-2, 6-1                                   |
| 2003 | DFS Classic          | Magdalena Malejeva                              | Shinobu Asagoe                                  | 6-1, 6-1                                        |
| 2002 | DFS Classic          | Jelena Dokić                                    | Anastasia Myskina                               | 6-2, 6-3                                        |
| 2001 | DFS Classic          | Nathalie Tauziat                                | Miriam Oremans                                  | 6-3, 7-5                                        |
| 2000 | DFS Classic          | Lisa Raymond                                    | Tamarine Tanasugarn                             | 6–2, 6–7, 6–4                                   |
| 1999 | DFS Classic          | Julie Halard                                    | Nathalie Tauziat                                | 6–2, 3–6, 6–4                                   |
| 1998 | DFS Classic          | Avbruten efter kvartsfinalerna på grund av regn | Avbruten efter kvartsfinalerna på grund av regn | Avbruten efter kvartsfinalerna på grund av regn |
| 1997 | DFS Classic          | Nathalie Tauziat                                | Yayuk Basuki                                    | 2–6, 6–2, 6–2                                   |
| 1996 | DFS Classic          | Meredith McGrath                                | Nathalie Tauziat                                | 2–6, 6–4, 6–4                                   |
| 1995 | DFS Classic          | Zina Garrison                                   | Lori McNeil                                     | 6–3, 6–3                                        |
| 1994 | DFS Classic          | Lori McNeil                                     | Zina Garrison                                   | 6–2, 6–2                                        |
| 1993 | DFS Classic          | Lori McNeil                                     | Zina Garrison                                   | 6–4, 2–6, 6–3                                   |
| 1992 | Dow Classic          | Brenda Schultz McCarthy                         | Jenny Byrne                                     | 6–2, 6–2                                        |
| 1991 | Dow Classic          | Martina Navratilova                             | Natasha Zvereva                                 | 6–4, 7–6                                        |
| 1990 | Dow Classic          | Zina Garrison                                   | Helena Suková                                   | 6–4, 6–1                                        |
| 1989 | Dow Classic          | Martina Navratilova                             | Zina Garrison                                   | 7–6, 6–3                                        |
| 1988 | Dow Chemical Classic | Claudia Kohde-Kilsch                            | Pam Shriver                                     | 6–2, 6–1                                        |
| 1987 | Dow Chemical Classic | Pam Shriver                                     | Larisa Savchenko Neiland                        | 4–6, 6–2, 6–2                                   |
| 1986 | Edgbaston Cup        | Pam Shriver                                     | Manuela Maleeva Fragniere                       | 6–2, 7–6                                        |
| 1985 | Edgbaston Cup        | Pam Shriver                                     | Betsy Nagelsen McCormack                        | 6–1, 6–0                                        |
| 1984 | Edgbaston Cup        | Pam Shriver                                     | Anne White                                      | 7–6, 6–3                                        |
| 1983 | Edgbaston Cup        | Billie Jean King                                | Alycia Moulton                                  | 6–0, 7–5                                        |
| 1982 | Edgbaston Cup        | Billie Jean King                                | Rosalyn Fairbank Nideffer                       | 6–2, 6–1                                        |

### Dubbel
| År   | Mästare                                  | Finalister                                | Resultat      |
| ---- | ---------------------------------------- | ----------------------------------------- | ------------- |
| 2010 | Cara Black & Lisa Raymond                | Liezel Huber & Bethanie Mattek-Sands      | 6–3, 3–2, RET |
| 2009 | Cara Black & Liezel Huber                | Raquel Kops-Jones & Abigail Spears        | 6-1, 6-4      |
| 2008 | Cara Black & Liezel Huber                | Séverine Brémond & Virginia Ruano Pascual | 6-2, 6-1      |
| 2007 | Chan Yung-jan & Chia-Jung Chuang         | Sun Tiantian & Meilen Tu                  | 7-6(3), 6-3   |
| 2006 | Jelena Janković & Li Na                  | Jill Craybas & Liezel Huber               | 6-2, 6-4      |
| 2005 | Daniela Hantuchová & Ai Sugiyama         | Eleni Daniilidou & Jennifer Russell       | 6-2, 6-3      |
| 2004 | Maria Kirilenko & Maria Sjarapova        | Lisa McShea & Milagros Sequera            | 6-2, 6-1      |
| 2003 | Els Callens & Meilen Tu                  | Alicia Molik & Martina Navratilova        | 7-5, 6-4      |
| 2002 | Shinobu Asagoe & Els Callens             | Kimberly Po-Messerli & Nathalie Tauziat   | 6-4, 6-3      |
| 2001 | Cara Black & Jelena Likhovtseva          | Kimberly Po-Messerli & Nathalie Tauziat   | 6-1, 6-2      |
| 2000 | Rachel McQuillan & Lisa McShea           | Cara Black & Irina Selyutina              | 6-3, 7-6(3)   |
| 1999 | Corina Morariu & Larisa Savchenko        | Alexandra Fusai & Ines Gorrochategui      | 6-4, 6-4      |
| 1998 | Els Callens & Julie Halard-Decugis       | Lisa Raymond & Rennae Stubbs              | 2-6, 6-4, 6-4 |
| 1997 | Katrina Adams & Larisa Savchenko         | Nathalie Tauziat & Linda Wild             | 6-2, 6-3      |
| 1996 | Elizabeth Smylie & Linda Wild            | Lori McNeil & Nathalie Tauziat            | 6-3, 3-6, 6-1 |
| 1995 | Manon Bollegraf & Rennae Stubbs          | Nicole Bradtke & Kristine Radford         | 3-6, 6-4, 6-4 |
| 1994 | Zina Garrison-Jackson & Larisa Savchenko | Catherine Barclay & Kerry-Anne Guse       | 6-4, 6-4      |
| 1993 | Lori McNeil & Martina Navratilova        | Pam Shriver & Elizabeth Smylie            | 6-3, 6-4      |
| 1992 | Lori McNeil & Rennae Stubbs              | Sandy Collins & Elna Reinach              | 5-7, 6-3, 8-6 |
| 1991 | Nicole Bradtke & Elizabeth Smylie        | Sandy Collins & Elna Reinach              | 6-3, 6-4      |
| 1990 | Larisa Neiland & Natasha Zvereva         | Gretchen Magers & Lisa Gregory            | 3-6, 6-3, 6-3 |
| 1989 | Larisa Savchenko & Natasha Zvereva       | Meredith McGrath & Pam Shriver            | 7-5, 5-7, 6-0 |
| 1988 | Larisa Savchenko & Natasha Zvereva       | Leila Meskhi & Svetlana Parkhomenko       | 6-4, 6-1      |
| 1987 | Avbruten på grund av regn                |                                           |               |
| 1986 | Elise Burgin & Rosalyn Fairbank          | Elizabeth Smylie & Wendy Turnbull         | 6-2, 6-4      |
| 1985 | Terry Holladay & Sharon Walsh            | Elise Burgin & Alycia Moulton             | 6-4, 5-7, 6-3 |
| 1984 | Leslie Allen & Anne White                | Barbara Jordan & Elizabeth Smylie         | 7-6, 6-3      |
| 1983 | Billie Jean King & Sharon Walsh          | Beverly Mould & Elizabeth Smylie          | 6-2, 6-4      |
| 1982 | Jo Durie & Anne Hobbs                    | Rosie Casals & Wendy Turnbull             | 6-3, 6-2      |